# Hermann von Besser
Pour les articles homonymes, voir Besser.
Louis (Ludwig) Emil Hermann von Besser (né le 3 mars 1810 à Marienwerder et mort le 7 septembre 1878 à Potsdam) est un général de division prussien.

## Biographie

### Origine
Hermann est le fils du lieutenant-colonel prussien Ludwig von Besser (1776-1842) et de sa femme Friederike, née Friese (1788-1875). Son grand-père est le lieutenant général prussien Ehrenreich Wilhelm Gottlieb von Besser (1740–1807).

### Carrière militaire
Besser étudie aux maisons des cadets de Culm et de Berlin. Le 6 août 1827, il est affecté au 2e régiment de hussards de l'armée prussienne en tant qu'enseigne de porte-enseigne. À la mi-décembre 1828, il est promu au rang de sous-lieutenant surnuméraire et est incorporé dans le régiment le 14 mars 1832. Pour poursuivre sa formation, Besser étudie d'octobre 1833 à juillet 1836 à l'école générale de guerre et est ensuite commandé à la brigade d'artillerie de la Garde jusqu'en octobre 1837. Le 5 août 1844, il est transféré au 6e régiment de cuirassiers et le 13 mai 1845, il est promu Premierleutnant. Ensuite, de début janvier 1852 à début mai 1858, il est affecté au 1er régiment de cuirassiers en tant que Rittmeister et chef d'escadron. Ensuite, Besser est promu major et réintégré comme officier d'état-major dans le 6e régiment de cuirassiers. Pendant la mobilisation à l'occasion de la guerre de Sardaigne en 1859, il commande le 6e régiment de cavalerie lourde de la Landwehr.
Le 24 décembre 1860, Better est initialement chargé de diriger le 10e régiment de hussards (de)  et est nommé commandant de ce régiment le 24 juillet 1861. À ce poste, il est promu lieutenant-colonel à la mi-octobre 1861 et en septembre 1864, il est décoré de l'ordre de Saint-Stanislas de 2e classe avec couronne. Son chef de régiment, Guillaume de Brunswick lui décerne la Croix du commandeur de 2e classe de l'Ordre d'Henri le Lion. Le 18 juin 1865, il est promu colonel et en 1866, il dirige son régiment pendant la guerre contre l'Autriche à Münchengrätz, Blumenau et Sadowa. Pour son action, il reçoit le 20 septembre 1866 les épées de l'ordre de l'Aigle rouge de 3e classe avec ruban.
Sous la position à la suite de son régiment, Besser est chargé le 18 mai 1867 du commandement de la 9e brigade de cavalerie et nommé le 13 juin 1867 commandant de brigade. En approbation de sa demande de départ, il est mis à disposition le 8 novembre 1869 avec le caractère de major général avec pension.
Pendant la durée de la mobilisation à l'occasion de la guerre contre la France, Besser est réutilisé en 1870/71 comme commandant suppléant de la 11e brigade d'infanterie et, après l' accord de paix le 30 juillet 1871, il est décoré de l'ordre de la Couronne de 2e classe. Il meurt le 7 septembre 1878 à Potsdam.

### Famille
Besser se marie le 28 mars 1837 à Berlin avec von Bredow (1816-1881), fille du Rittmeister Ferdinand von Bredow et sœur du Generalleutnant Adalbert von Bredow. De leur mariage sont nés leur fille Elisabeth (née en 1855) et leur fils Bernhard (né en 1862).

## Publications
- Die preußische Kavallerie in der Campagne 1866. Verlag Alexander Duncker, Berlin 1868, Digitalisat